# Lijst van beelden in Amsterdam-Zuid
Dit is een (onvolledige) chronologische lijst van beelden in Amsterdam-Zuid. Onder een beeld wordt hier verstaan elk driedimensionaal kunstwerk in de openbare ruimte van de Nederlandse gemeente Amsterdam, stadsdeel Zuid, waarbij beeld wordt gebruikt als verzamelbegrip voor sculpturen, standbeelden, installaties, gedenktekens en overige beeldhouwwerken.
Dit deel bevat de openbare beelden, maar ook tweedimensionale werken, in het stadsdeel Zuid.
Voor een volledig overzicht van de beschikbare afbeeldingen zie de categorie Beelden in Amsterdam-Zuid op Wikimedia Commons. Zie ook ArtZuid voor tijdelijk geplaatste beelden.

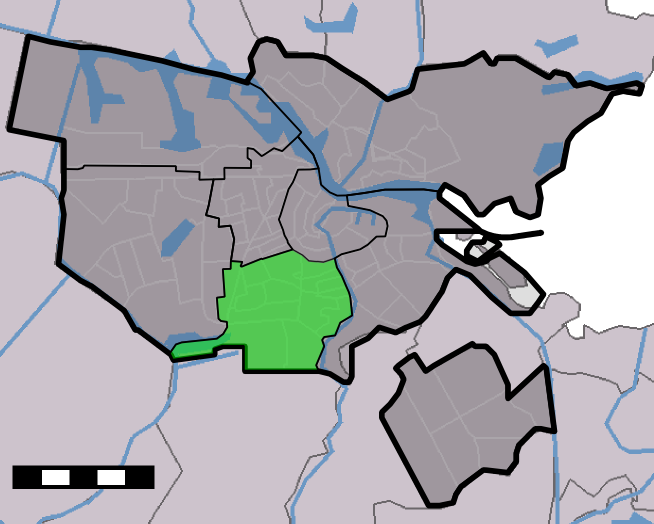
Amsterdam-Zuid

| Geplaatst                       | Omschrijving                                                                                       | Kunstenaar                                                                                | Locatie                                                                                              | Wijk/Buurt            | Materiaal                                        | Afbeelding |
| ------------------------------- | -------------------------------------------------------------------------------------------------- | ----------------------------------------------------------------------------------------- | --- | --------------------- | ------------------------------------------------ | ---------- |
| 1867                            | Vondelmonument                                                                                     | Louis Royer sokkel: Pierre Cuypers                                                        | Vondelpark, bij Vondelparkpaviljoen                                                                  | Oud-Zuid              | brons                                            |            |
| 1883                            | Toegangshek Vondelpark (Stadhouderskade)                                                           | Alexander Linnemann                                                                       | Vondelpark / Stadhouderskade                                                                         | Oud-Zuid              | smeedijzeren hek met hardstenen pijlers (zuilen) |            |
| 2010 origineel 1883             | kopie van Stedemaagd                                                                               | atelier Ton Mooy, naar Friedrich Schierholz                                               | Vondelpark, toegangshek aan Stadhouderskade                                                          | Oud-Zuid              | zandsteen                                        |            |
| 1886                            | Monument Dr. Samuel Sarphati                                                                       | Jacob de Kruijff, Sara Stracké                                                            | Sarphatipark                                                                                         | Zuid                  |                                                  |            |
| 1890                            | Mercurius en Psyche                                                                                | L. Gasne                                                                                  | Tuin Rijksmuseum                                                                                     | Amsterdam Zuid        |                                                  |            |
| 1898                            | Mercurius                                                                                          | Ferdinand Leenhoff                                                                        | Stadhouderskade, Rijksmuseum                                                                         | Amsterdam Zuid        |                                                  |            |
| 1911                            | Titaan                                                                                             | Abraham Hesselink                                                                         | Stadhouderskade, Rijksmuseum                                                                         | Amsterdam Zuid        |                                                  |            |
| 1912                            | Hendrick de Keyser                                                                                 | Eduard Jacobs                                                                             | Paulus Potterstraat (Stedelijk Museum)                                                               | Museumkwartier        | zandsteen                                        |            |
| 1914                            | Jacob Cornelisz. van Oostsanen                                                                     | Bon Ingen-Housz                                                                           | Paulus Potterstraat (Stedelijk Museum)                                                               | Museumkwartier        | zandsteen                                        |            |
| 1915                            | Pieter Aertsen                                                                                     | Theo van Reijn                                                                            | Paulus Potterstraat (Stedelijk Museum)                                                               | Museumkwartier        | zandsteen                                        |            |
| 1916                            | Joost Jansz. Bilhamer                                                                              | Theo van Reijn                                                                            | Paulus Potterstraat (Stedelijk Museum)                                                               | Museumkwartier        | zandsteen                                        |            |
| 1920                            | Jacob van Campen                                                                                   | Abraham Hesselink                                                                         | Paulus Potterstraat (Stedelijk Museum)                                                               | Museumkwartier        | zandsteen                                        |            |
| 1922                            | Thomas de Keyser                                                                                   | Charles Vos                                                                               | Paulus Potterstraat (Stedelijk Museum)                                                               | Museumkwartier        | zandsteen                                        |            |
| 1924                            | Jan van der Heyden                                                                                 | Cornelia Demmink                                                                          | Paulus Potterstraat (Stedelijk Museum)                                                               | Museumkwartier        | zandsteen                                        |            |
| 1924 / 2005                     | De geboorte van de daad                                                                            | Hildo Krop replica Ton Mooy                                                               | Berlage Lyceum, Pieter Lodewijk Takstraat 34, zijde Jozef Israëlskade                                | De Pijp               | zandsteen graniet                                |            |
| 1926                            | Faun met harmonika                                                                                 | Hildo Krop                                                                                | Hobbemakade                                                                                          | Apollobuurt           | graniet                                          |            |
| 1926                            | Vrouw met kind - Krusemanstraat                                                                    | Theo Vos                                                                                  | Krusemanstraat 8                                                                                     | Zuid                  |                                                  |            |
| 1926                            | Man met pijl                                                                                       | Theo Vos                                                                                  | Krusemanstraat 6                                                                                     | Zuid                  |                                                  |            |
| 1927                            | Rafael                                                                                             | Theo Vos                                                                                  | Raphaelstraat / Apollolaan                                                                           | Zuid                  |                                                  |            |
| 1927                            | Vissen                                                                                             | Hildo Krop                                                                                | Hoofddorpweg, onder Zeilbrug                                                                         | Hoofddorppleinbuurt   | graniet                                          |            |
| 1927 / 2005                     | Menselijke Energie                                                                                 | Hildo Krop; replica Ton Mooy                                                              | Pieter Lodewijk Takstraat 33, zijde Jozef Israëlskade                                                | De Pijp               | graniet                                          |            |
| 1927                            | Man beschermt gezin                                                                                | Hildo Krop                                                                                | Hilligaertstraat, Boerenweteringbrug                                                                 | Amsterdam Zuid        |                                                  |            |
| 1927                            | Man met sterren en maskers                                                                         | Hildo Krop                                                                                | Hilligaertstraat, Boerenweteringbrug                                                                 | Amsterdam Zuid        |                                                  |            |
| 1928                            | Van Tuyll-monument                                                                                 | Gra Rueb                                                                                  | Stadionplein                                                                                         | Stadionbuurt          | brons                                            |            |
| 1928                            | Atleet en vrouwenfiguur                                                                            | Johan Coenraad Altorf                                                                     | Stadionplein                                                                                         | Stadionbuurt          | hardsteen                                        |            |
| 1928                            | Michelangelo                                                                                       | Anton Rädecker                                                                            | Michelangelostraat                                                                                   | Zuid                  |                                                  |            |
| 1929                            | Minerva                                                                                            | Jan Havermans                                                                             | Apollolaan                                                                                           | Apollobuurt           | brons                                            |            |
| 1929                            | Zes dierfiguren                                                                                    | Anton Rädecker                                                                            | Victorieplein 11                                                                                     | Rivierenbuurt         | natuursteen                                      |            |
| 1929                            | Monument Burgemeester Tellegen                                                                     | Piet Kramer (ontwerp), Chris van der Hoef (portret) en Driekus Jansen van Galen (reliëfs) | Burgemeester Tellegenstraat                                                                          | De Pijp               | natuursteen, doleriet                            |            |
| 1930                            | Maja                                                                                               | Frans Werner                                                                              | Apollolaan / Stadionweg                                                                              | Apollobuurt           | kalksteen                                        |            |
| 1930                            | Torenbeelden                                                                                       | Hildo Krop                                                                                | Gerrit van der Veenstraat                                                                            | Apollobuurt           | brons                                            |            |
| 1930                            | Het reizen door alle tijden Acht reliëfs, waarvan drie afgebeeld (schip, ridder te paard en trein) | Jan Schultsz                                                                              | Hobbemastraat                                                                                        | Museumkwartier        | kalksteen                                        | ,          |
| 1930                            | Polospeler                                                                                         | Anton Rädecker                                                                            | Van Tuyll van Serooskerkenplein                                                                      | Stadionbuurt          | kalksteen                                        |            |
| 1930                            | Ruiter                                                                                             | Anton Rädecker                                                                            | Van Tuyll van Serooskerkenplein                                                                      | Stadionbuurt          | kalksteen                                        |            |
| 1931                            | Jongen met konijnen                                                                                | Hildo Krop                                                                                | Muzenplein 1; brug nr. 420 ('Kinderbrug')                                                            | Apollobuurt           | natuursteen                                      |            |
| 1931                            | De onbevangenheid der mensen tegenover het leven op brug nr. 420                                   | Hildo Krop                                                                                | Muzenplein 1; brug nr. 420 ('Kinderbrug')                                                            | Apollobuurt           | natuursteen                                      |            |
| 1931                            | Vrouw met eekhoorns                                                                                | Hildo Krop                                                                                | Muzenplein 1; brug nr. 420 ('Kinderbrug')                                                            | Apollobuurt           | natuursteen                                      |            |
| 1932                            | Genius van Amsterdam                                                                               | Hildo Krop                                                                                | Berlagebrug, brug nr. 423                                                                            | Rivierenbuurt         | keramiek                                         |            |
| 1932/3                          | Marathonlopers                                                                                     | Kees Smout                                                                                | Marathonweg                                                                                          | Marathonbuurt         | graniet                                          |            |
| 1932                            | De mensch, de stof opwekkend en beheerschend                                                       | Theo van Reijn                                                                            | De Lairessestraat 176                                                                                | Oud-Zuid              | tufsteen                                         |            |
| 1933                            | Gedenkteken Adama van Scheltema                                                                    | Tjipke Visser                                                                             | Adama van Scheltemaplein / Gerrit van der Veenstraat                                                 | Oud-Zuid              | graniet                                          |            |
| 1935                            | Vrouw en man bij vuur                                                                              | Frans Werner                                                                              | President Kennedyplantsoen                                                                           | Rivierenbuurt         | kalksteen                                        |            |
| 1936                            | Van Buurenmonument                                                                                 | Piet Kramer                                                                               | Coöperatiehof                                                                                        | De Pijp               | natuursteen                                      |            |
| 1938                            | Mannelijk naakt en Vrouwelijk naakt                                                                | onbekend                                                                                  | Stadionkade                                                                                          | Apollobuurt           | kalksteen                                        |            |
| 1938                            | Koningin Emma                                                                                      | Lambertus Zijl                                                                            | Emmaplein                                                                                            | Oud-Zuid              | kalksteen                                        |            |
| 1938                            | Vrouw met kind op haar schouder                                                                    | Hildo Krop                                                                                | Stadionbrug, Amstelveenseweg                                                                         | Stadionbuurt          | graniet                                          |            |
| 1938                            | Man met appels en werktuig                                                                         | Hildo Krop                                                                                | Stadionbrug, Amstelveenseweg                                                                         | Stadionbuurt          | graniet                                          |            |
| 1939                            | Wilhelmina Drucker-monument                                                                        | Gerrit van der Veen                                                                       | Churchill-laan                                                                                       | Rivierenbuurt         | brons                                            |            |
| 1939                            | Moeder en kind                                                                                     | Han Wezelaar                                                                              | Gerrit van der Veenstraat                                                                            | Apollobuurt           | kalksteen                                        |            |
| 1939                            | Jubileumbank Vondelpark                                                                            | onbekend                                                                                  | Vondelpark                                                                                           | Oud-Zuid              | beton                                            |            |
| 1940-1942                       | Zeemeermin                                                                                         | Leo Braat                                                                                 | Beatrixpark                                                                                          | Oud-Zuid              | brons                                            |            |
| 1940                            | Brug 417, de handen van de schepper                                                                | Hildo Krop                                                                                | Beethovenstraat / Stadionkade                                                                        | Zuid                  |                                                  |            |
| 1940                            | Brug 417, nieuw leven                                                                              | Hildo Krop                                                                                | Beethovenstraat / Bernard Zweerskade                                                                 | Zuid                  |                                                  |            |
| 1941                            | De rustende atleet geplaatst in 1951                                                               | Jan Havermans                                                                             | Minervalaan                                                                                          | Apollobuurt           | kalksteen                                        |            |
| 1942                            | Jongen en meisje aan de wandel                                                                     | Hildo Krop; replica's Ton Mooy                                                            | Vondelpark                                                                                           | Oud-Zuid              | kalksteen                                        |            |
| 1942                            | De lente                                                                                           | Fred Carasso                                                                              | 1942-1961: Zuiderpark 1972-: Beatrixpark                                                             | Oud-Zuid              | kalksteen                                        |            |
| 1942 (circa) het beeld is ouder | Pinguïns                                                                                           | Jan Trapman                                                                               | Beatrixpark                                                                                          | Amsterdam-Zuid        | steen                                            |            |
| 1942                            | Ode aan Berlage                                                                                    | Hildo Krop                                                                                | Parnassusweg                                                                                         | Prinses Irenebuurt    | natuursteen                                      |            |
| 1947                            | Borstbeeld P.C. Hooft                                                                              | Frits Sieger                                                                              | Stadhouderskade hoek Jan Luijkenstraat                                                               | Museumkwartier        | kalksteen                                        |            |
| 1947                            | Prometheus                                                                                         | Fred Carasso                                                                              | Stadionplein 20                                                                                      | Amsterdam Zuid        |                                                  |            |
| 1947                            | Denkende man                                                                                       | Paul Koning                                                                               | Gerrit van der Veenstraat                                                                            | Oud Zuid              |                                                  |            |
| 1948                            | Monument Henri Viotta                                                                              | Hildo Krop                                                                                | Richard Wagnerstraat                                                                                 | Apollobuurt           | kalksteen                                        |            |
| 1949                            | Descartes                                                                                          | Jean Puiforcat                                                                            | Johannes Vermeerplein                                                                                |                       |                                                  |            |
| 1949                            | Engel                                                                                              | Willem Reijers                                                                            | Martin Luther Kingpark                                                                               | Zuid                  |                                                  |            |
| 1951                            | Dr. F.M. Wibaut                                                                                    | Frits Sieger                                                                              | Henriëtte Ronnerplein                                                                                | Zuid                  |                                                  |            |
| 1954                            | Gedenkteken Maria Montessori                                                                       | Gerarda Rueter                                                                            | Corellistraat                                                                                        | Apollobuurt           | brons                                            |            |
| 1954                            | De Beschermster van de Sociale Zorg en Gerechtigheid (links)                                       | Han Wezelaar                                                                              | Rijksverzekeringsbank (tot 1990), Apollo House, Apollolaan                                           | Apollobuurt           | brons (3,60 m hoog)                              |            |
| 1954                            | De Beschermer van de Sociale Wetgeving (rechts)                                                    | Hildo Krop                                                                                | Rijksverzekeringsbank (tot 1990), Apollo House, Apollolaan                                           | Apollobuurt           | brons (3,60 m hoog)                              |            |
| 1954                            | Verzetsgroep                                                                                       | Jan Havermans                                                                             | Apollolaan                                                                                           | Apollobuurt           | brons                                            |            |
| 1956                            | Beeld in drie delen (Staande figuren)                                                              | Leo de Vries                                                                              | Prinses Irenestraat                                                                                  | Prinses Irenebuurt    | natuursteen                                      |            |
| 1957                            | Gedenksteen voor oorlogsslachtoffers (Jan van Eijckstraat 47)                                      | Aart Rietbroek                                                                            | Rubensstraat / Jan van Eijckstraat                                                                   | Apollobuurt           | Frans kalksteen                                  |            |
| 1957                            | Naaktfiguur                                                                                        | Frits Sieger                                                                              | Vondelpark                                                                                           | Oud-Zuid              | hardsteen                                        |            |
| 1957                            | Muze                                                                                               | Hildo Krop                                                                                | Parnassusweg                                                                                         | Amsterdam Zuid        |                                                  |            |
| 1948, afgietsel 1958            | Teun de Jager                                                                                      | Jan Bronner                                                                               | Vondelpark                                                                                           | Oud-Zuid              | brons en kalksteen                               |            |
| 1958                            | Water, aarde, lucht                                                                                | Jan Meefout                                                                               | IJsbaanpad, aan de Schinkel                                                                          | Stadionbuurt          | kalksteen (op bakstenen)                         |            |
| 1960                            | Verticale compositie                                                                               | Henk Zweerus                                                                              | Valeriusplein                                                                                        | Oud-Zuid              | sierbeton                                        |            |
| 1961                            | Gevelsteen hotel 'San Luchesio'                                                                    | René Karrer                                                                               | Waldeck Pyrmontlaan                                                                                  | Oud-Zuid              | natuursteen                                      |            |
| 1961                            | L'après-midi d'un faune                                                                            | Ellen Beerthuis-Roos                                                                      | Beatrixpark                                                                                          | Oud-Zuid              | brons                                            |            |
| 1963                            | Verschijning Eerder bekend als Wave                                                                | Pearl Perlmuter                                                                           | Emmaplein (Sinds 1998)                                                                               | Oud-Zuid              | brons en steen                                   |            |
| 1961-1964                       | Signaal 1 en 2                                                                                     | Carel Visser                                                                              | Hobbemakade (Sinds 2024)                                                                             | Oud-Zuid              | metaal en steen                                  |            |
| 1964                            | Borstbeeld John F. Kennedy                                                                         | Renze Hettema                                                                             | President Kennedylaan                                                                                | Rivierenbuurt         | brons                                            |            |
| 1964                            | Staalplastiek, bij kerk                                                                            | André Volten                                                                              | Van Boshuizenstraat 652                                                                              | Amsterdam Zuid        |                                                  |            |
| 1965                            | Figure découpée of L'oiseau                                                                        | Pablo Picasso                                                                             | Vondelpark                                                                                           | Oud-Zuid              | beton                                            |            |
| 1974                            | Vier Liggende figuren                                                                              | Jan Snoeck                                                                                | Gijsbrecht van Aemstelpark op Twikkel                                                                | Buitenveldert         | keramiek                                         |            |
| 1974 (nr. 9) en 1975 (nr. 11)   | Glassculpturen op huisnummers 9 en 11 (11 afgebeeld)                                               | Louis la Rooy (nr. 11) Richard Wieland (nr. 9)                                            | Pekkendam                                                                                            | Buitenveldert         | glas                                             |            |
| 1965                            | Cascade Vondelpark                                                                                 | Shamai Haber                                                                              | Vondelpark                                                                                           | Oud-Zuid              | graniet en leisteen                              |            |
| 1965                            | Kennisoverdracht                                                                                   | Frans van der Burgt                                                                       | Beatrixpark                                                                                          | Amsterdam-Zuid        | natuursteen                                      |            |
| 1965                            | Zonder titel Joods Monument                                                                        | Hans Ittmann                                                                              | De Mirandalaan                                                                                       | Amsterdam-Zuid        | brons                                            |            |
| 1966                            | Standbeeld van H.P. Berlage                                                                        | Hildo Krop                                                                                | Victorieplein                                                                                        | Rivierenbuurt         | hardsteen                                        |            |
| 1966                            | Zonder titel                                                                                       | Ben Guntenaar                                                                             | Fred. Roeskestraat                                                                                   | Stadionbuurt          | travertijn                                       |            |
| 1966                            | Hond en dromedaris                                                                                 | Josje Smit                                                                                | Backershagen                                                                                         | Buitenveldert         | beton                                            |            |
| 1968                            | Ruiter te paard                                                                                    | Floyd DeWitt                                                                              | Gijsbrecht van Aemstelpark                                                                           | Buitenveldert         | basaltlava, betonplaat, brons                    |            |
| 1967                            | Vlaggenmasten                                                                                      | Charles Karsten                                                                           | Boerenweteringpad                                                                                    | Zuid                  |                                                  |            |
| 1968                            | Buizenkolom                                                                                        | André Volten                                                                              | Gijsbrecht van Aemstelpark                                                                           | Buitenveldert         | staal                                            |            |
| 1969                            | The long hum                                                                                       | Theo Niermeijer                                                                           | Gijsbrecht van Aemstelpark                                                                           | Buitenveldert         | roestvast staal, beton en betonplaat             |            |
| 1969                            | Rembrandt                                                                                          | Han Wezelaar                                                                              | Amsteldijk bij de Borcht                                                                             | Buitenveldert         | brons                                            |            |
| 1969 of 1971                    | Nereus op zeepaard                                                                                 | Nic Jonk                                                                                  | Amsteldijk                                                                                           | Rivierenbuurt         | brons                                            |            |
| 1970                            | Kosmos                                                                                             | Wim van Hoorn                                                                             | Vondelpark                                                                                           | Oud-Zuid              | beton, brons en lavasteen                        |            |
| 1970                            | Waterbuffels                                                                                       | Fioen Blaisse                                                                             | Kastelenstraat nummer 169-171                                                                        | Amsterdam Zuid        |                                                  |            |
| 1970                            | Gewichtheffer                                                                                      | Pieter de Monchy                                                                          | Kastelenstraat 65-71                                                                                 | Amsterdam Zuid        |                                                  |            |
| 1970                            | Speelplastiek                                                                                      | Bart van de Weijer                                                                        | Beatrixpark                                                                                          | Amsterdam Zuid        | cortenstaal                                      |            |
| 1972                            | Stilte 2                                                                                           | Henk Oddens                                                                               | Amstelpark                                                                                           | Buitenveldert         | grove kalksteen                                  |            |
| 1972                            | Ode aan de paardenvijg                                                                             | Aart Rietbroek                                                                            | Merwedeplein                                                                                         | Rivierenbuurt         | brons, betonplaat                                |            |
| 1972                            | 4 Colums stainless steel under 45 de                                                               | André Volten                                                                              | Trompenburgstraat                                                                                    | Zuid                  |                                                  |            |
| 2014                            | Join the parade                                                                                    | onbekend                                                                                  | Amstelpark                                                                                           | Buitenveldert         | glas                                             |            |
| 2014                            | onbekend                                                                                           | onbekend                                                                                  | Amstelpark                                                                                           | Buitenveldert         | mozaiek                                          |            |
| 2014                            | onbekend                                                                                           | onbekend                                                                                  | Amstelpark                                                                                           | Buitenveldert         | mozaiek                                          |            |
| 1972                            | Dorische zuilen                                                                                    | onbekend                                                                                  | Amstelpark, Romeinse tuin                                                                            | Buitenveldert         | beton, travertin                                 |            |
| 1973 of 1975                    | Houten driehoeken                                                                                  | Josum Walstra                                                                             | Buitenveldertselaan / Gijsbrecht van Aemstelpark                                                     | Buitenveldert         | hardhout                                         |            |
| 1975                            | Familie                                                                                            | Ubbo Scheffer                                                                             | Amstelpark, Familie                                                                                  | Buitenveldert         | metaal                                           |            |
| 1975                            | Vrouwen van Ravensbrück                                                                            | Guido Eckhardt, Joost van Santen en Frank Nix                                             | Museumplein                                                                                          | Museumkwartier        | ijzer                                            |            |
| 1975                            | Liggende vrouw                                                                                     | Jan Meefout                                                                               | Kastelenstraat                                                                                       | Buitenveldert         | steen                                            |            |
| 1975                            | Verschuivingen                                                                                     | Ben Guntenaar                                                                             | Churchill-laan                                                                                       | Rivierenbuurt         | travertijn                                       |            |
| 1975                            | Schakelobject 3                                                                                    | Frans en Marja de Boer Lichtveld                                                          | Buitenveldertselaan / Gijsbrecht van Aemstelpark                                                     | Buitenveldert         | staal en perspex                                 |            |
| 1975                            | Sight point (for Leo Castelli)                                                                     | Richard Serra                                                                             | Stedelijk Museum Amsterdam                                                                           | Museumkwartier        | weervast staal                                   |            |
| 1975 (circa)                    | Two frames                                                                                         | Shlomo Koren                                                                              | Churchill-laan                                                                                       | Rivierenbuurt         | aluminium                                        |            |
| 1976                            | Zonder titel                                                                                       | Dirk Müller                                                                               | Martin Luther Kingpark                                                                               | Rivierenbuurt         | steen                                            |            |
| 1976                            | Dobberproject (drijvend plastiek)                                                                  | Evert Strobos                                                                             | Zuider Amstelkanaal                                                                                  | Stadionbuurt          | metaal                                           |            |
| 1977                            | Madame Anna                                                                                        | Ton Hak                                                                                   | Amstelpark, vijver Japanse tuin                                                                      | Buitenveldert         | hardsteen en marmer                              |            |
| 1977                            | Metalen kolom Rooswijck                                                                            | Harry Karssen                                                                             | Zwaansvliet/Buitenveldertseln                                                                        | Zuid                  |                                                  |            |
| 1978                            | Zigeunermonument Hel en vuur                                                                       | Heleen Levano                                                                             | Museumplein                                                                                          | Museumkwartier        | brons                                            |            |
| 1978                            | Gedenkteken Truus Wijsmuller                                                                       | Herman Janzen                                                                             | Bachplein                                                                                            | Zuid                  |                                                  |            |
| 1979                            | Voetballers (Johan Cruyff en Berti Vogts)                                                          | Ek van Zanten                                                                             | Olympisch Stadion                                                                                    | Stadionbuurt          | brons                                            |            |
| 1979                            | Spelende hond                                                                                      | Elena Engelsen                                                                            | Beatrixpark                                                                                          | Amsterdam-Zuid        | muschelkalk                                      |            |
| 1980                            | Amsterdam dankt zijn Canadezen                                                                     | Jan de Baat                                                                               | Canadezenplantsoen                                                                                   | Apollobuurt           | staal                                            |            |
| 1980                            | Opgelichte stoeptegels                                                                             | Rob Elderenbos                                                                            | De Boelelaan, hoek Van der Boechorststraat (verwijderd 2016)                                         | Buitenveldert         | cortenstaal en stoeptegels                       |            |
| 1980                            | Golvende plaat                                                                                     | Gerard Walraeven                                                                          | Van Leijenberghlaan (7)                                                                              | Buitenveldert         | staal                                            |            |
| 1980                            | Zonder titel                                                                                       | Eugène van Lamsweerde                                                                     | Europaboulevard/Weerdestein                                                                          | Buitenveldert         | staal                                            |            |
| 1980                            | Cabane                                                                                             | Pjotr Müller                                                                              | Amstelpark                                                                                           | Buitenveldert         | hardsteen                                        |            |
| 1981                            | Granieten blokken met staalplaat                                                                   | Jan Mölling                                                                               | Amstelpark                                                                                           | Buitenveldert         | staal en graniet                                 |            |
| 1982                            | Verandering van richting                                                                           | Maarten Manson                                                                            | Vondelpark, bij Vondelpark 1                                                                         | Oud-Zuid              | cortenstaal                                      |            |
| 1982                            | Melkfles                                                                                           | Tom Postma                                                                                | Hercules Seghersstraat                                                                               | De Pijp               | beton, tegels                                    |            |
| 1981                            | De tijd in drie dimensies                                                                          | Kurt Ingendahl                                                                            | Europaboulevard                                                                                      | Station Amsterdam RAI | staal                                            |            |
| 1983                            | Boog en wig                                                                                        | Gerard Höweler                                                                            | Willem Witsenstraat 12                                                                               | Apollobuurt           | graniet                                          |            |
| 1983                            | Kogelbron Amsterdam RAI                                                                            | Christian Tobin                                                                           | Europaplein                                                                                          | Rivierenbuurt         | graniet                                          |            |
| 1984                            | Mama Baranka                                                                                       | Nelson Carrilho                                                                           | Vondelpark                                                                                           | Oud-Zuid              | brons                                            |            |
| 1984                            | Kindermonument Markt voor Joden                                                                    | Truus Menger                                                                              | Gaaspstraat                                                                                          | Rivierenbuurt         | brons                                            |            |
| 1984                            | Passer                                                                                             | Tsjoe Fang King                                                                           | Lizzy Ansinghstraat                                                                                  | De Pijp               | staal                                            |            |
| 1984                            | De hechtsteek (Blauwe linten)                                                                      | Jan Jacobs Mulder                                                                         | De Boelelaan / hoofdingang en polikliniekingang VUmc                                                 | Buitenveldert         | drie blauw geschilderde gebogen stalen balken    |            |
| 1984                            | Golf                                                                                               | onbekend                                                                                  | de Klencke                                                                                           | Buitenveldert         | klaksteen, beton                                 |            |
| 1985                            | Grieks tempeltje                                                                                   | Richard Menken                                                                            | VU, campus                                                                                           | Buitenveldert         | azobéhout en steen                               |            |
| 1985                            | Zonder titel                                                                                       | Govert Heikoop                                                                            | Tolstraat                                                                                            | Diamantbuurt          | roestvast staal                                  |            |
| 1986                            | Gedenkteken Prof. Dr. Dirk Durrer of Primum Movens Ultimum Moriens                                 | Lucien den Arend                                                                          | Minervaplein                                                                                         | Oud-Zuid              | roestvast staal                                  |            |
| 1987                            | Vleugelvormen                                                                                      | Felix van Kalmthout                                                                       | Beatrixpark                                                                                          | Oud-Zuid              | roestvast staal                                  |            |
| 1988                            | Goede verzorging van een zwerfsteen                                                                | Peter Breed                                                                               | VU, campus; in de siervijver, De Boelelaan 1105                                                      | Buitenveldert         | watersculptuur van graniet, zwerfkei             |            |
| 1989                            | Kinetisch object (Waterchips)                                                                      | Cees Langendorff                                                                          | VU, campus                                                                                           | Buitenveldert         | aluminium                                        |            |
| 1989                            | Het huis aan het water                                                                             | Dicky Brand                                                                               | Zuider Amstelkanaal                                                                                  | Amsterdam-Zuid        | staal                                            |            |
| 1990                            | Mahatma Gandhi                                                                                     | Karel Gomes                                                                               | Churchill-laan                                                                                       | Rivierenbuurt         | brons                                            |            |
| 1992                            | Wendingen (Infinite movements II) ('de wokkel')                                                    | Barbara Nanning                                                                           | VU, campus                                                                                           | Buitenveldert         | rvs, polyester                                   |            |
| 1993                            | Zuilen                                                                                             | Henk Duijn                                                                                | Gerard Douplein                                                                                      | De Pijp               | beton, brons, glas, messing                      |            |
| 1996                            | Pacific                                                                                            | Nic Jonk                                                                                  | Amstelpark (afbeelding boven) Het beeld stond tot 2016 op het Marie Heinekenplein (afbeelding onder) | Buitenveldert         | brons                                            |            |
| 1996                            | Zonder titel                                                                                       | Henk Duijn                                                                                | Avercampstraat, bij Lutmastraat                                                                      | De Pijp               | beton                                            |            |
| 1996                            | Houten Negerin                                                                                     | onbekend                                                                                  | Emmaplein (verdwenen)                                                                                | Oud-Zuid              | hout                                             |            |
| 1996                            | Vormen                                                                                             | Alfred Eikelenboom                                                                        | Europaboulevard, Rotonde Van Boshuizenstraat                                                         | Buitenveldert         | onbekend                                         |            |
| 1997                            | Lady Solid ('Waternetmeisje')                                                                      | Caro Bensca                                                                               | Amstelveenseweg 594, bij pompstation van Waternet                                                    | Buitenveldert         | watersculptuur van brons                         |            |
| 1997                            | Hildo of Hondstrouw                                                                                | Tom Claassen                                                                              | Gustav Mahlerplein                                                                                   | Zuidas                | onbekend                                         |            |
| 1989                            | Watervang                                                                                          | Ine van Lith                                                                              | Amstelpark (van 1989 tot 1997 Europaboulevard / Drenthestraat)                                       | Buitenveldert         | Belgisch hardsteen                               |            |
| 1998                            | Boomstamtroon                                                                                      | Jerry Milton Tjon-Tam-Sin                                                                 | Vondelpark                                                                                           | Oud-Zuid              | dode boom                                        |            |
| 1999                            | Your life is calling                                                                               | Paul Pieck, Benno Rewinkel                                                                | Beatrixpark                                                                                          | Amsterdam-Zuid        | gewapend beton                                   |            |
| 1999                            | Enea                                                                                               | Sandro Chia                                                                               | Apollolaan                                                                                           | Amsterdam Zuid        |                                                  |            |
| 2000                            | Power To The People                                                                                | Martijn Sandberg                                                                          | Hoofddorpplein                                                                                       | Hoofddorppleinbuurt   | aluminium                                        |            |
| 2000                            | Buste Carel Willink                                                                                | Sylvia Willink                                                                            | Carel Willinkplantsoen                                                                               | De Pijp               | brons                                            |            |
| 2000                            | Monument ondergedoken kind en beschermer                                                           | Naomi Elburg                                                                              | Boshuizenstraat /Herlaer                                                                             | Amsterdam Zuid        |                                                  |            |
| 2001                            | The Regenerator                                                                                    | Marina Abramović                                                                          | Beethovenstraat                                                                                      | Apollobuurt           | koper                                            |            |
| 2004                            | Hommage aan Paradzjanov                                                                            | Thom Puckey                                                                               | Vredeskerkplein                                                                                      | Nieuwe Pijp           | brons, graniet en marmer                         |            |
| 2004                            | Vlucht van een kaketoe                                                                             | Jeroen Werner                                                                             | President Kennedylaan Brug 446                                                                       | Rivierenbuurt         | Fotocollage                                      |            |
| 2005                            | Anne Frank                                                                                         | Jet Schepp                                                                                | Merwedeplein                                                                                         | Rivierenbuurt         | brons                                            |            |
| 2005                            | André Hazes                                                                                        | drie anonieme Chinese beeldhouwers naar videobeelden                                      | Albert Cuypstraat / hoek Eerste Sweelinckstraat                                                      | De Pijp               | brons                                            |            |
| 2006                            | Het kompas                                                                                         | Fabrice Hünd                                                                              | Marie Heinekenplein / Ferdinand Bolstraat                                                            | De Pijp               | mozaïek keramiek                                 |            |
| 2006                            | Muurschildering de Ark                                                                             | Piet van de Kar                                                                           | Backershagen/Zuidhollandstraat                                                                       | Buitenveldert         | verf                                             |            |
| 2006                            | Big talk                                                                                           | Wim Poppinga                                                                              | Amstelpark, noordelijke entree                                                                       | Buitenveldert         | gelakt staal                                     |            |
| 2006                            | Entree De Borcht                                                                                   | Joost Conijn                                                                              | Amstelpark, zuidelijke entree                                                                        | Buitenveldert         | roestvast staal                                  |            |
| 2006 geplaatst 2011             | Entree Amsteldijk                                                                                  | Krijn de Koning                                                                           | Amstelpark, entree                                                                                   | Buitenveldert         |                                                  |            |
| 2006                            | Entree Rozenoordbrug                                                                               | Carel Lanters                                                                             | Amstelpark, entree                                                                                   | Buitenveldert         | gelakt staal                                     |            |
| 2006                            | Hazentafel                                                                                         | Iris Le Rütte                                                                             | Dufaystraat                                                                                          | Oud-Zuid              | staal, brons                                     |            |
| 2006                            | Entree De Brug                                                                                     | Stefan Strauss                                                                            | Amstelpark entree Europaboulevard                                                                    | Buitenveldert         | gelakt staal, hout                               |            |
| 2006 (circa)                    | Zonder titel                                                                                       | Anoniem                                                                                   | Victorieplein                                                                                        | Rivierenbuurt         | metaal                                           |            |
| 2007                            | Mens in beweging                                                                                   | Peter van den Akker                                                                       | Arent Janszoon Ernststraat                                                                           | Buitenveldert         | cortenstaal                                      |            |
| 2006                            | Quint                                                                                              | Ewerdt Hilgemann                                                                          | Brahmsstraat                                                                                         | Apollobuurt           | metaal                                           |            |
| 2006                            | De onbekende verliezer                                                                             | Ram Katzir                                                                                | Marathonweg                                                                                          | Marathonbuurt         | graniet                                          |            |
| 2008                            | Nachtwacht                                                                                         | Lisa Couwenbergh                                                                          | Eerste van der Helststraat (4) / Tweede Jacob van Campenstraat                                       | De Pijp               | onbekend                                         |            |
| 2008                            | Hekwerk Olympiaplein                                                                               | Ruud-Jan Kokke                                                                            | Olympiaplein                                                                                         | Stadionbuurt          | ijzer                                            |            |
| 2009                            | Vondelfontein                                                                                      | Jan Willem Walraad                                                                        | Vondelpark                                                                                           | Oud-Zuid              | natuursteen                                      |            |
| 2010                            | Dichotoom                                                                                          | Piet Warffemius                                                                           | Amstelveenseweg 638                                                                                  | Buitenveldert         | brons                                            |            |
| 2010                            | Straatkleed Henrick de Keijserstraat                                                               | Marjet Wessels Boer                                                                       | Henrick de Keijserstraat                                                                             | De Pijp               | verf                                             |            |
| 2011                            | Wave                                                                                               | Zoro Feigl                                                                                | IJsbaanpad, bij ASV Arsenal                                                                          | Stadionbuurt          | onbekend                                         |            |
| 2011                            | De wildplasser                                                                                     | Erik Kessels                                                                              | IJsbaanpad, bij ASV Arsenal                                                                          | Stadionbuurt          | onbekend                                         |            |
| 2011                            | Hoofdzaak Liefde In 2020 gesloopt door sloop huisje                                                | Fabrice Hünd                                                                              | Hoofddorpplein                                                                                       | Hoofddorppleinbuurt   | mozaïek keramiek                                 |            |
| 2011 (na)                       | Slinky                                                                                             | Simon Wald Lasowski & Sajoscha Talirz                                                     | Amstelveenseweg Burgerweeshuispad                                                                    | Stadionbuurt          | onbekend                                         |            |
| 2012                            | In den bescherfden Schuyt                                                                          | Fabrice Hünd                                                                              | Cornelis Schuytstraat kruising Willemsparkweg                                                        | Oud-Zuid              | mozaïek keramiek                                 |            |
| 2012                            | Muurschildering                                                                                    | Rimon Guimaraes                                                                           | Havenstraat                                                                                          | Oud-Zuid              | onbekend                                         |            |
| 2012                            | Flow                                                                                               | Olav Slingerland                                                                          | Europaboulevard                                                                                      | ROC van Amsterdam     | aardewerk                                        |            |
| 2012                            | Cartas al Cielo                                                                                    | Alicia Framis                                                                             | Amstelpark                                                                                           | Buitenveldert         | roestvast staal                                  |            |
| 2012                            | Birth of change                                                                                    | Serge Verheugen                                                                           | Amsterdamse Bos                                                                                      | nabij Buitenveldert   | hout                                             |            |
| 2013                            | Wake me up                                                                                         | Jurriaan van Hall                                                                         | Frans Halsstraat                                                                                     | De Pijp               | verf                                             |            |
| 2013/14                         | Verwantschappen Een van de elf beelden afgebeeld                                                   | Serge Verheugen                                                                           | Amsterdamse Bos                                                                                      | nabij Buitenveldert   | hout                                             |            |
| 2014                            | Feestelijke beeldenreeks                                                                           | Guillaume Bijl                                                                            | Europaplein, voor RAI                                                                                | Rivierenbuurt         | aluminium                                        |            |
| 2014                            | Stedenmaagd Amsterdamse Bos                                                                        | Friedrich Schierholz                                                                      | Koenenkade (van 1883 tot 2009 op toegangshek Vondelpark aan Stadhouderskade)                         | Amsterdamse Bos       | zandsteen (uit Luxemburg)                        |            |
| 2014                            | Baubles parade waarvan een afgebeeld                                                               | diverse kunstenaars                                                                       | Beatrixpark                                                                                          | Prinses Irenebuurt    | beton, keramiek                                  |            |
| 2014                            | Herdenken en herinnering                                                                           | Mischa Rakier                                                                             | Gijsbrecht van Aemstelpark                                                                           | Amsterdam Zuid        |                                                  |            |
| 2015                            | Dak van de parkeergarage van Stibbe                                                                | Steven Aalders                                                                            | Beethovenplein                                                                                       | Prinses Irenebuurt    | polyester                                        |            |
| 2015                            | Levensboom                                                                                         | Angie Abbink                                                                              | Gijsbrecht van Aemstelpark                                                                           | Buitenveldert         | staal, glas                                      |            |
| 2016                            | Speelobject Beatrixpark                                                                            | Carve Ontwerp- en Ingenieursbureau                                                        | Beatrixpark                                                                                          | Prinses Irenebuurt    | spuitbeton                                       |            |
| 2016                            | Pontus                                                                                             | Tom Claassen                                                                              | Hoofddorpplein                                                                                       | Hoofddorppleinbuurt   | beton                                            |            |
| 2016                            | De wachter                                                                                         | Boris Tellegen                                                                            | Antionio Vivaldistraat                                                                               | Zuidas                | staal en chroom                                  |            |
| 2016                            | Alles wat er op de markt te koop is                                                                | Hester van Dijk Reinder Bakker                                                            | Albert Cuypmarkt / Van Woustraat                                                                     | De Pijp               | staal                                            |            |
| 2016                            | Gasreduceerstation Liander                                                                         | Willem Schutter Reinder Bakker                                                            | Arent Janszoon Ernststraat                                                                           | Buitenveldert         | cortenstaal                                      |            |
| 2017                            | Campert op de gevel                                                                                | Remco Campert                                                                             | Van Miereveldstraat 1                                                                                | Oud-Zuid              |                                                  |            |
| 2017                            | De doos In 2018/2019 verplaatst van maaiveld (foto boven) naar dak flatgebouw (foto onder)         | Jeroen Henneman                                                                           | De Boelelaan/Parnassusweg                                                                            | Buitenveldert         | staal                                            |            |
| 2018                            | Keeping watch above the flowers Alleen in 2018 te zien                                             | Richard John Jones                                                                        | Beethovenplein                                                                                       | Prinses Irenebuurt    | staal, hout                                      |            |
| 2018                            | Future past glory (monument voor Ko Mulder)                                                        | Liet Heringa en Maarten van Kalsbeek                                                      | Beatrixpark                                                                                          | Prinses Irenebuurt    | roestvast staal                                  |            |
| 2018                            | Blauwe reiger                                                                                      | Adele Renault                                                                             | Albert Cuypstraat 2-6                                                                                | De Pijp               | verf                                             |            |
| 2018                            | 11 Rue Simon Crubellier                                                                            | Matthew Darbyshire                                                                        | Stadionplein                                                                                         | Amsterdam Zuid        |                                                  |            |
| 2019                            | Spiegel van de hemel Vanaf 1986 tot 2018 in Hoevelaken                                             | André Volten                                                                              | Amstelveenseweg bij IJsbaanpad                                                                       |                       | roestvast staal                                  |            |
| 2019 tot 2021                   | Zonder titel                                                                                       | Lies Hansen                                                                               | Strawinskylaan                                                                                       | Prinses Irenebuurt    | verlichting                                      |            |
| 2019                            | Piet Keizer                                                                                        | Kamp Seedorf                                                                              | Van Baerlestraat 96                                                                                  | Museumkwartier        | muurschildering                                  |            |
| 2020                            | Beeld van Martin Luther King                                                                       | Airco Caravan                                                                             | Martin Luther Kingpark                                                                               | Rivierenbuurt         | brons                                            |            |
| 2020                            | Pendulum                                                                                           | Gijs Assmann                                                                              | Domenico Scarlattilaan                                                                               | Zuidas                | roestvast staal                                  |            |
| 2020                            | Love or generosity                                                                                 | Nicole Eisenman                                                                           | Parnassusweg                                                                                         | Zuidas                | brons, staal                                     |            |
| 2021                            | Oscar Carré                                                                                        | Fabrice Hünd                                                                              | Eerste Jan van der Heijdenstraat                                                                     | De Pijp               | steen                                            |            |
| 2021                            | Empower yourself                                                                                   | Johan Moorman                                                                             | Hoofddorpplein                                                                                       | Hoofddorppleinbuurt   | schildering                                      |            |
| 2022                            | Paleisbeeld                                                                                        | Marjet Wessels Boer                                                                       | Sarphatipark                                                                                         | De Pijp               | metaal                                           |            |
| 2022                            | Virtual fountains                                                                                  | Femke Schaap                                                                              | Europaplein                                                                                          | Rivierenbuurt         | steen, licht                                     |            |
| 2022                            | Entree Q Residences                                                                                | Studio Job                                                                                | Buitenveldertselaan                                                                                  | Buitenveldert         |                                                  |            |
| 2023                            | Kwibukamonument                                                                                    |                                                                                           | Beatrixpark                                                                                          | Amsterdam Oud-Zuid    | graniet                                          |            |
| 2023                            | Kat in kattenbak                                                                                   | Tobias Snoep                                                                              | Pieter Baststraat 19                                                                                 | Museumkwartier        | zandsteen                                        |            |
| 2023                            | Meisje met de parel                                                                                | Roelof Schierbeek                                                                         | Amstelveenseweg                                                                                      | Schinkelbuurt         | verf                                             |            |
| 2023                            | Kissing monkeys versie 2                                                                           | Rosalie de Graaf                                                                          | Europaboulevard                                                                                      | Buitenveldert         | spuitbus                                         |            |
| 2023                            | Revisiting the cullinan                                                                            | Sanja Medic                                                                               | Cullinanplein Dora Tamanaplein                                                                       | Diamantbuurt          | glas                                             |            |
| 2024                            | Brug 809                                                                                           | Martijn Sandberg                                                                          | De Boelelaan                                                                                         | Buitenveldert         | staal                                            |            |
| 2025                            | Natura Magistra                                                                                    | Sánchez Castillo                                                                          | Van der Boechorststraat                                                                              | Buitenveldert         | brons, rvs, messing                              |            |
| onbekend (na 1994)              | Manfred Langer                                                                                     | onbekend                                                                                  | Begraafplaats Zorgvlied, Amsteldijk                                                                  | Rivierenbuurt         | brons                                            |            |
| ca. 1881                        | Griekse vrouwen met kruik                                                                          | onbekend                                                                                  | Vondelpark, bij Vondelparkpaviljoen                                                                  | Oud-Zuid              | ijzer                                            |            |
| onbekend 18e eeuw               | Borstbeeld van een Romeinse keizer                                                                 | onbekend                                                                                  | Museumtuin Rijksmuseum                                                                               | Museumkwartier        | marmer                                           |            |
| 1960 ontwerp, 1970 uitvoering   | Reliëfs van geglazuurde baksteen                                                                   | Johan Haanstra                                                                            | VU, Bèta faculteit                                                                                   | Buitenveldert         | geglazuurde baksteen                             |            |
| onbekend                        | onbekend                                                                                           | onbekend                                                                                  | Hoofddorpplein                                                                                       | Hoofddorppleinbuurt   | beton (?)                                        |            |
| onbekend                        | onbekend                                                                                           | onbekend                                                                                  | Hoofddorpplein                                                                                       | Hoofddorppleinbuurt   | beton (?)                                        |            |
| onbekend                        | Jona in de wallevis?                                                                               | onbekend                                                                                  | Rubensstraat                                                                                         | Apollobuurt           | onbekend                                         |            |
| 1961                            | Afrika ontwaakt                                                                                    | Wessel Couzijn                                                                            | Emmapark                                                                                             | Zuid                  | brons                                            |            |
| 1963                            | Zonnehoofd                                                                                         | Carel Kneulman                                                                            | Emmapark                                                                                             | Zuid                  | brons                                            |            |
| 1955                            | Leda en de zwaan                                                                                   | Ben Guntenaar                                                                             | Emmapark                                                                                             | Zuid                  | steen                                            |            |
| 1966                            | Drie gestalten                                                                                     | Hans Verhulst                                                                             | Emmapark                                                                                             | Zuid                  |                                                  |            |
| 1960                            | Fetisj                                                                                             | Shinkichi Tajiri                                                                          | Emmapark                                                                                             | Zuid                  |                                                  |            |
| 2017                            | Bosgod                                                                                             | Auke de Vries                                                                             | Apollolaan                                                                                           | Oud Zuid              |                                                  |            |
| 2023                            | Plaquette en gedenkkassei voor Alfred Wiener                                                       | onbekend                                                                                  | Jan van Eijckstraat 16 h                                                                             | Apollobuurt           |                                                  |            |
|                                 | onbekend                                                                                           | Cristóbal Gabarrón                                                                        | De Boelelaan 30                                                                                      | Amsterdam Zuid        |                                                  |            |
|                                 | Brug 419, man op boot                                                                              | Hildo Krop                                                                                | Apollolaan /Amstelkanaal                                                                             | Zuid                  |                                                  |            |
|                                 | Brug 419, vrouw op boot                                                                            | Hildo Krop                                                                                | Apollolaan /Amstelkanaal                                                                             | Zuid                  |                                                  |            |
|                                 | Brug 410, Lyceumbrug, jongensfiguur                                                                | Hildo Krop                                                                                | Olympiaplein                                                                                         | Zuid                  |                                                  |            |
|                                 | Brug 410, Lyceumbrug, meisjesfiguur                                                                | Hildo Krop                                                                                | Olympiaplein                                                                                         | Zuid                  |                                                  |            |
|                                 | Brug 410, Lyceumbrug, moeder en dochter                                                            | Hildo Krop                                                                                | Olympiaplein                                                                                         | Zuid                  |                                                  |            |
|                                 | Brug 410, Lyceumbrug, vader en zoon                                                                | Hildo Krop                                                                                | Olympiaplein                                                                                         | Zuid                  |                                                  |            |
|                                 | Zonder titel                                                                                       | André Volten                                                                              | Minervalaan                                                                                          | Zuid                  |                                                  |            |
|                                 | Man met ketting & vrouw met slang                                                                  | Willem Ijzerdraat                                                                         | Heijermansweg                                                                                        | Zuid                  |                                                  |            |
|                                 | Brug 419 en 420, kinderhof                                                                         | Diverse kunstenaars                                                                       | Muzenplein                                                                                           | Zuid                  |                                                  |            |
|                                 | Desiderius Erasmus                                                                                 | Hildo Krop                                                                                | Messchaertstraat                                                                                     | Zuid                  |                                                  |            |
|                                 | Brug 413, windroos                                                                                 | onbekend                                                                                  | Amstelveenseweg /kanaal                                                                              | Zuid                  |                                                  |            |
|                                 | Wachters                                                                                           | onbekend                                                                                  | Stadionkade 113                                                                                      | Zuid                  |                                                  |            |
|                                 | Figuurbeelden                                                                                      | onbekend                                                                                  | J.J. Viottastraat                                                                                    | Zuid                  |                                                  |            |
|                                 | Bouwvereniging Rochdale                                                                            | onbekend                                                                                  | Krusemanstraat                                                                                       | Zuid                  |                                                  |            |
|                                 | Duiveltje                                                                                          | onbekend                                                                                  | Krusemanstraat                                                                                       | Zuid                  |                                                  |            |

Centrum · Westpoort · West · Nieuw-West · Zuid · Oost · Zuidoost · Noord · Weesp